# Parapenaeonella lamellata
Parapenaeonella lamellata är en kräftdjursart som beskrevs av M. Bourdon1979. Parapenaeonella lamellata ingår i släktet Parapenaeonella och familjen Bopyridae. Inga underarter finns listade i Catalogue of Life.